# Olorvisión
Olor-o-Visión es un sistema que libera olor en una película para que el espectador pueda saber lo que ocurre desde un punto de vista en el que el sentido olfativo es bueno durante la proyección. El sistema fue ideado por Hans Laube y sólo se ha empleado una vez por completo, en la película de 1960 Scent of Mystery, producida por Mike Todd, Jr., hijo del productor cinematográfico Mike Todd. La banda sonora hacía que se fueran disparando 30 olores distintos en los asientos del cine.

## Historia
El uso de fragancias junto a películas data de 1916, antes incluso de la llegada del cine sonoro. En esta primera proyección, en un cine de Forest City, Pensilvania, colocaron una bola de algodón hidrófilo empapado de aceite de rosas frente a un ventilador durante un reportaje sobre el Rose Bowl. En 1929, un cine neoyorquino creó un sistema para perfumar la sala desde el techo durante la proyección de La melodía de Broadway. Más tarde, hubo un cine de Detroit que iba liberando ciertos olores en determinados puntos clave de las películas The Sea Hawk y Boom Town y en 1959, durante la proyección del film Behind the Great Wall, se fueron emitiendo perfumes por el sistema de aire acondicionado.
Pero estas tentativas de llevar olores a películas no acabaron de funcionar, ya que eran ideas exclusivas de los dueños de los cines y para muchos autores cinematográficos distraían al espectador de la trama o alteraban la percepción de su obra desde un punto de vista estético. Asimismo, por el tamaño de las salas, se iban perdiendo olores y además existía una limitación temporal, ya que pasa un tiempo hasta que la nariz capta el olor, y sensorial, pues se pueden mezclar varios olores.
La técnica de Laube, que llamó "Scentovision", se basaba en tubos individuales, que el proyeccionista iba controlando con un teclado. Se presentó en la Feria Internacional de Nueva York de 1939.

## Primera y única proyección
Todd Sr. había presentado una serie de musicales en la feria de Nueva York y él y su hijo tuvieron la idea de emplear el invento de Laube para su película La vuelta al mundo en ochenta días. El sistema rellamado por Todd como "Smell-O-Vision" fue empleado por él y por Laube a través de una serie de contenedores de perfume en un cinturón dispuesto en el orden que se tenían que abrir con agujas durante la proyección mientras unos ventiladores llevaban el olor a pipas de los miembros del público situadas bajo los asientos.
Tanto Laube como Todd entendieron que había ciertas limitaciones estéticas. Por ejemplo, una película de trama desagradable no era la mejor candidata para el uso del sistema. Por eso, lo emplearon en Scent of Mystery, primer film donde el olor sirve para descubrir al público partes de la trama, por ejemplo donde un personajes es fácilmente identificable por el olor de una pipa de tabaco. Pero desafortunadamente este experimento fracasó ya que, según Variety, cuando salían los aromas se oían siseos y la gente tenía que respirar fuerte a veces para oler bien, lo que hacía mucho ruido. Además, había partes de la sala donde no llegaban bien los olores.

## Legado
En homenaje a la Olorvisión, el director de cine estadounidense John Waters sacó una versión "Odorama" de su película Polyester en 1982. Waters incluía tarjetas para rascar y oler que se podían emplear durante la proyección. Esta idea se duplicó dos veces, a mediados de los años 1980 cuando la MTV sacó Scent of Mystery con unas promoción que ofrecía tarjetas para rascar y oler y con Rugrats Go Wild! en 2003, de la que los productores dijeron que era un claro homenaje a Waters.
Walt Disney World y Disneyland hicieron además uso de esta idea en su película en 3D Honey, I Shrunk the Audience, donde en algunas escenas un spray en el asiento de delante sahumaba al espectador. Además también lo emplearon para Animal Kingdom, con It's a Bug's Life y también en Soarin' Over California y Mickey's Philharmagic. Pero no se sabe si esta aplicación se basó en el invento de Laube.
En 2006, una empresa japonesa de telecomunicaciones, NTT Communications, desarrolló un sistema para liberar olores durante las películas The New World, protagonizada por Colin Farrell. En 7 escenas, los olores se emitían por un servidor de Internet conectado al carrete fílmico. La sucesión de escenas con sus respectivos olores puede verse aquí: . Se supone que las escenas debían evocar sensaciones: . La película incluiría desde perfumes florales para escenas románticas, menta y romero para escenas tristes, naranja y pomelo para alegres y eucalipto y té para las tensas.
En 2013 el Ingeniero Raúl Porcar (Valencia, España) patenta el sistema Olorama, una tecnología para incorporar el olor a las pantallas y poder así definitivamente disfrutar de películas con olores en cines, hogares, y espacios cerrados. En 2018 se produce la primera proyección de la película Grease con olores en el festival internacional de cine de Milán. 

## Inocentada de la BBC
En 1965, en el día de los inocentes del 1 de abril, la BBC realizó una entrevista al supuesto inventor de una olorvisión que permitía a la gente oler las cosas desde sus televisiones. El entrevistado cortaba cebollas y preparaba café. Algunos televidentes llamaron al programa para decir que llegaron a olerlos, motivados por un fenómeno psicomático.

### En inglés
- Mike Todd, Jr. Obituary, The 70mm Newsletter
- Hollywood Ballyhoo, The Belknap Collection for the Performing Arts, University of Florida
- Timeline of Influential Milestones and Important Turning Points in Film History
- Film History of the 1950s, The Greatest Films
- Museum of Hoaxes, Smellovision
- Smellovision's coming to the big screen
- The scents of Grease Film (2018)

### En español
- (2021) OLORAMA TECHNOLOGY implementa definitivamente Smellovision con simuladores de olor profesionales.

- (2018) Grease (la película) con olores: primera proyección con olores del mítico musical de 1978.

- Datos: Q362072